# Залізниця Астара — Решт — Казвін

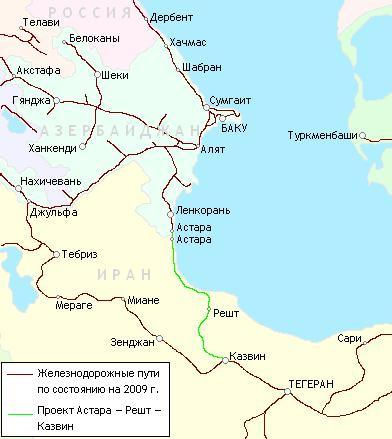
Залізниця Астара — Решт — Казвін на мапі зеленим

Залізниця Астара — Решт — Казвін — транспортний коридор що будується, що сполучає діючі залізниці Росії, Азербайджану та Ірану. Проект здійснюється в рамках міжнародного транспортного коридору «Північ — Південь», метою якого є інтеграція транспортно-інформаційних магістралей Росії, Азербайджану, Ірану та Індії.
Проект залізниці Астара — Решт — Казвін передбачає будівництво на території Ірану нової залізничної лінії, яка сполучить азербайджанську Астара з іранськими містами Астара, Решт і Казвін.

## Дільниця Астара— Решт
Перший випробувальний вантажний потяг з Росії досяг іранської Астара 8 лютого 2018.. Відразу після введення в експлуатцію дільниці Астара (Азербайджан) — Астара (Іран) наприкінці березня 2018 року іранська дільниця залізниці разом зі станцією Астара і новопобудованим вантажним терміналом була передана в оренду Азербайджану строком на 25 років. За 11 місяців за допомогою цієї залізниці було перевезено понад 270 тисяч тонн вантажів.
Будівництво залізниці Решт — Астара планується завершити до 2021 року. Азербайджан надав Ірану пільговий кредит на 500 млн доларів США для будівництва цієї дільниці.

## Дільниця Решт— Казвін
В 2009 році іранська сторона розпочала будівництво дільниці залізниці між Рештом і Казвіном.
На початковому етапі по коридору плануються вантажоперевезення в обсязі 6 млн, в подальшому — 15-20 млн тонн на рік. Будівництво залізниці Решт—- Казвін розглядалося як один з найскладніших залізничних проектів Ірану, враховуючи, що він прямує складним рельєфом. На всьому протязі залізниці було побудовано 22 тунелі і 15 мостів, загальною довжиною 25 і 8 км, відповідно.
22 листопада 2018 року був запущений перший пробний поїзд залізницею Казвін — Решт. Головна церемонія відкриття цієї 164 км дільниці відбулася 6 березня 2019 року зі участю президента Ірану Хасана Рухані, міністра економіки Азербайджану Шахіна Мустафаєва та офіційних осіб Пакистану та Іраку.